# Затоплювані савани Дельти Нілу
Затоплювані савани Дельти Нілу — екорегіон, що охоплює як власне дельту Нілу, де річка Ніл впадає в Середземне море, так і річкові заплави Нілу на 1100 км вгору по річці до Асуанської гребля.
Відколи в 1970-х роках було завершено будівництво Асуанської греблі, Ніл на цій ділянці не має щорічних повеней, що призвело до втрати більшої частини боліт з Cyperus papyrus та інших боліт уздовж річки..

## Розташування та опис
На північному кінці розташована дельта Нілу, довжиною 175 км і шириною 260 км.
Біля узбережжя є кілька озер і лагун із болотами; деякі з більших — озера Буруллус і Манзала.
Верхній шар грунту дельти має глибину до 21 м і інтенсивно використовується для сільського господарства.
Проте якість ґрунту погіршується через втрату додаткових відкладень від повеней, а також збільшення використання добрив.
Західне узбережжя дельти відділене від моря екорегіоном середземноморські сухі рідколісся та степи.
.
Ширина екорегіону поза дельтою менше 20 км на цій довжині. Екорегіон обмежений на сході північносахарські степи та рідколісся, на заході — екорегіон пустелі Сахара.

## Клімат
Клімат більшої частини екорегіону — спекотний пустельний клімат (за класифікацією клімату Кеппена (BWh)).
Середня температура влітку зазвичай становить 29–35 °C.

Температура в дельті нижча.
У дельті випадає опадів в середньому 100—200 мм/рік, при цьому рівень опадів зменшується до півдня

## Флора і фауна
У дельті колись характерною рослиною була папірусна осока, наразі замінена сільськогосподарськими культурами.
За межами сільськогосподарської території типовими видами є Phragmites australis, Typha capensis і Juncus maritimus.
На прибережних болотах зустрічаються посухостійкі та солестійкі чагарники, такі як Halocnemum і Nitraria retusa.
Уздовж річки вище за течією зустрічаються зарості Phragmites та Typha.
У Нілі в Єгипті налічується 533 види рослин, вісім з яких є ендемічними.

Водно-болотні угіддя дельти та річки екорегіону є важливою зупинкою для перелітних птахів на азійсько-східноафриканському перелітному шляху.
Серед перелітних птахів варто відзначити: Ciconia ciconia, Ciconia nigra, Grus grus, Pelecanus onocrotalus, Larus minutus, Chlidonias hybrida, Anas clypeata, Anas crecca, Anas penelope, Anas querquedula, Charadrius alexandrinus і Phalacrocorax carbo.

## Заповідні території
Менше 1 % екорегіону офіційно охороняється. Це:
- Ваді Ель-Ассуті